# حديقة حيوانات سان دييغو

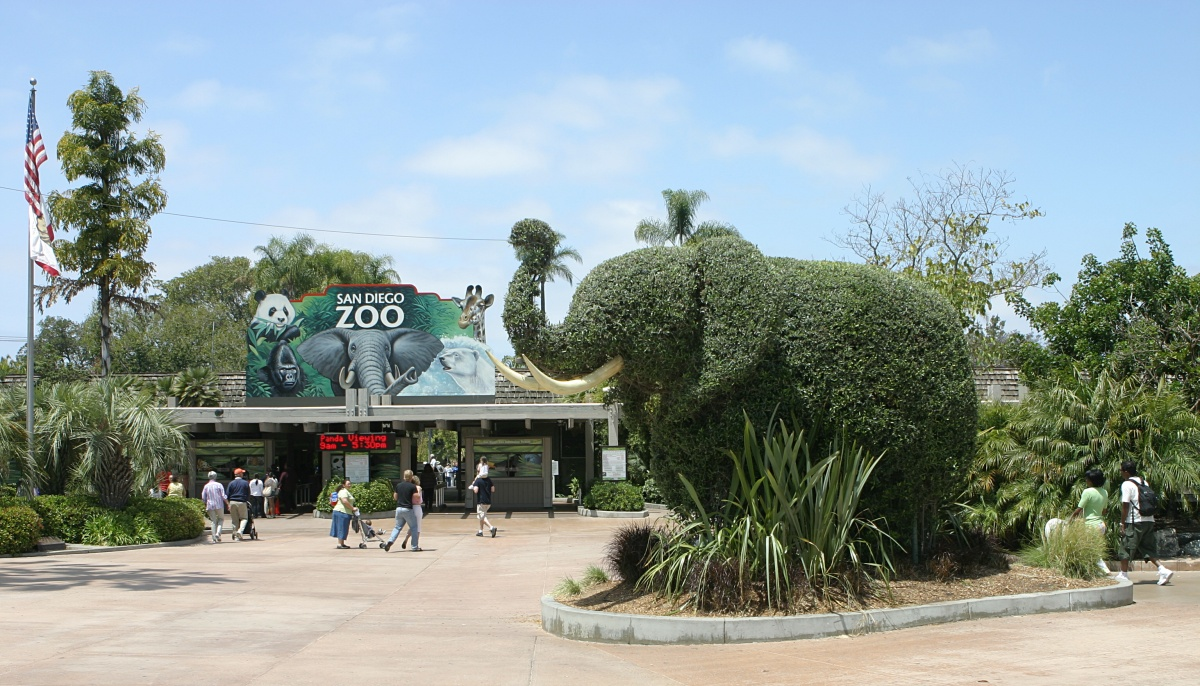
مدخل حديقة حيوانات سان دييغو

حديقة حيوانات سان دييغو  هي حديقة حيوانات في حديقة بالبوا في سان دييغو، كاليفورنيا تحوي أكثر من 3700 حيوان من أكثر من 650 من الأنواع والسلالات. كما أنها واحدة من حدائق الحيوان القليلة في العالم التي تضم الباندا العملاقة.
تُدار الحديقة من القطاع الخاص والذي هو جمعية غير ربحية تسمى حيوانات سان دييغو ومساحتها 100 فدان (40 هكتار) من الحدائق المستأجرة من مدينة سان دييغو، وملكية جميع الحيوانات، والمعدات وغيرها من الأصول تقع على عاتق مدينة سان دييغو. ويذكر أن حديقة حيوانات سان دييغو هي عضو معتمد من رابطة حدائق الحيوان وأحواض السمك (AZA) والجمعية الأميركية للمتاحف (AAM)، وعضوا في جمعية علم الحيوان في أمريكا (ZAA) والرابطة العالمية لحدائق الحيوان وأحواض السمك (WAZA).

## تاريخ الحديقة
افتتحت الحديقة بتاريخ 2 أكتوبر 1916. ولدت أول باندا بتاريخ 27 سبتمبر 1997 في حديقة الحيوانات بسان دييغو وهي الولادة الوحيدة لهذا النوع داخل حديقة حيوانات في العالم وسميت أونيا بيري والتي تعني ولد الشبح بلغة السكان الأستراليين الأصليين. و تمتلك هذه الحديقة أكبر عدد من الكوالا خارج أستراليا.